# 梁粛戎

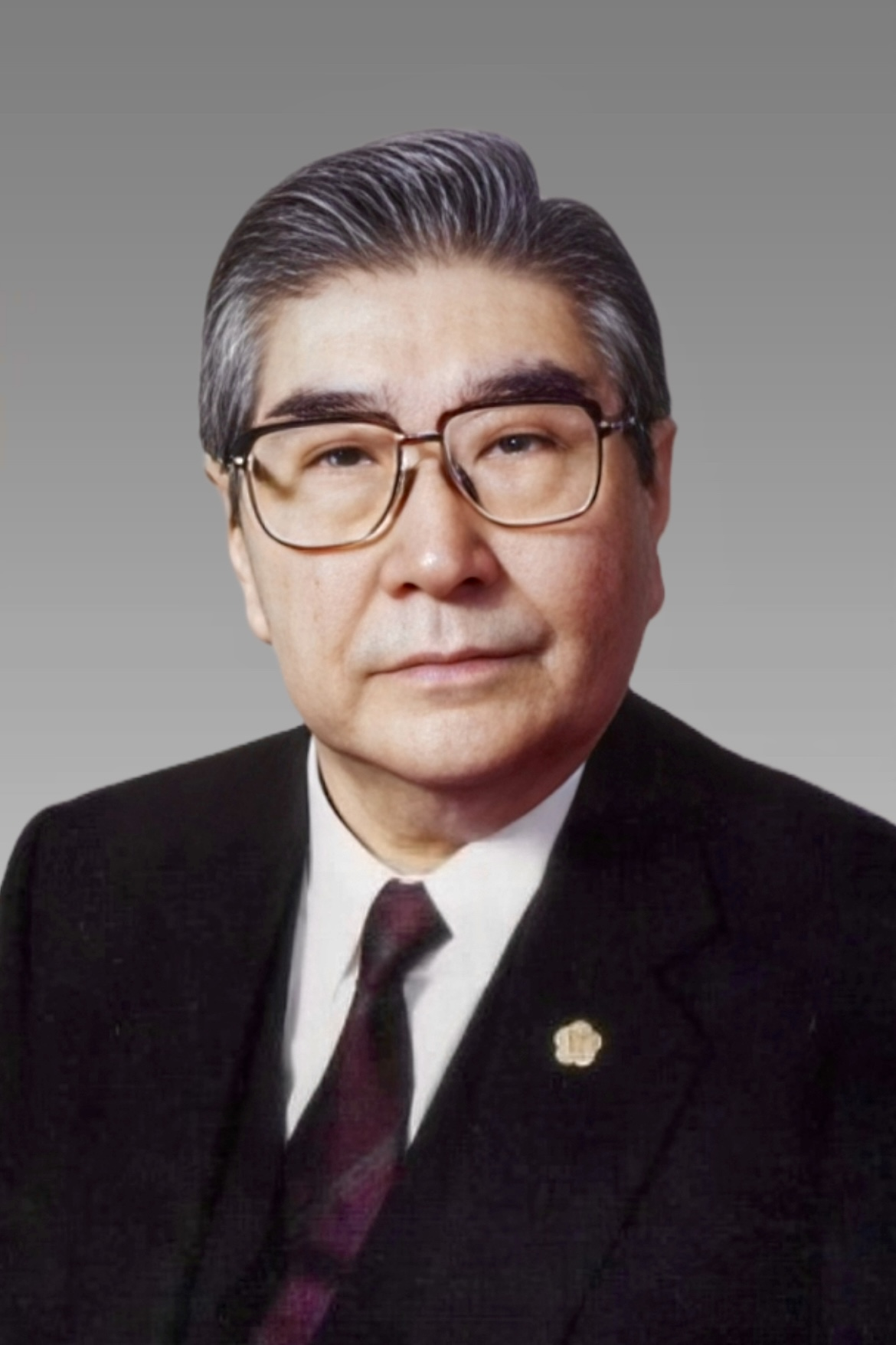
立法院長として公開された公式写真

梁 粛戎（りょう しゅくじゅう、1920年〈民国9年〉8月8日 - 2004年〈民国93年〉8月27日）は、中華民国（台湾）の政治家。立法院長を務めた。

## 人物・来歴
1920年、奉天省昌図県で出生する。
1941年、満洲国長春法政大学（長春大学）卒業。大学在学中の1939年に中国国民党の秘密党員となり、地下工作員として抗日活動に従事した。満州国の官吏養成機関であった大同学院、司法官訓練所で学ぶ。立法委員となってから、日本の明治大学で修士号を取得した後、1976年に博士号を取得（法学）。
満州国の検察官となるが、工作員であることが発覚して1944年3月に逮捕され、1945年（康徳12年）5月に満洲国法院で懲役12年の実刑判決を受けて服役する。日本の敗戦とともに釈放された。
1948年、第1回立法委員選挙において、遼寧省選出の立法委員に当選。1949年に中華民国政府と共に台湾に逃れた。
1972年、蔣経国行政院長の指示を受け、日中国交正常化に進む田中内閣への説得のため訪日。この際、日本側が「両岸同時承認」をした場合は受け入れる方針だった。田中角栄が北京に出発する前日に面会の約束を取り付けるが、当日に田中はゴルフに行ってしまい、面会は取り消された。
1977年に中国国民党中央政策委員会副秘書長、1988年に同秘書長に就任。
1989年、立法院副院長、1990年、立法院院長に就任。
1992年、立法委員退職。総統府資政となる。
立法委員退職後は中国国民党で反李登輝総統派の重鎮となる。弁護士を営みながら台湾海峡両岸和平統一促進会会長として活動した。
2000年の総統選挙ではNHKのインタビューに応じ「中台関係は中国人自身の内輪の話だ」と述べた。
死の半年前には日本のジャーナリストのインタビューに流暢な日本語で応じ、「満洲国の実情を知る私は、親日派でも媚日派でもない。しかし知日派でありたいと願い心がけてきたつもりです」と語っている。
2004年8月27日、心肺衰弱により台北で死去した。同年10月7日、陳水扁総統は褒揚令により生前の功績を称えた。